# Bactrocera atriliniellata
Bactrocera atriliniellata
 es una especie de díptero que Drew describió por primera vez en 1989. Bactrocera atriliniellata pertenece al género Bactrocera de la familia Tephritidae.